# Cazul „Anca”
Cazul Anca reprezintă cazul judiciar declanșat de uciderea unei fete în vara anului 1977.
Este considerat cea mai mare eroare judiciară din România.
Sub presiunea directivelor regimului comunist, interogatoriile au fost efectuate abuziv, fiind arestate și condamnate persoane nevinovate.
Anca Broscățeanu, în vârstă de 19 ani, din Sibiu, venise în București la o mătușă, în luna iulie a anului 1977 pentru a susține un examen de admitere la ASE. În după-amiaza zilei de 6 iulie părăsește adresa rudei pentru a vedea listele de repartiții ale candidaților la examen. Din acel moment nu mai este văzută în viață, iar a doua zi mătușa anunță dispariția acesteia.
La 8 iulie, în Parcul Herăstrău este găsit un pachet care conținea mâinile unei femei. Miliția declanșează căutările și în următoarele zile sunt descoperite celelalte porțiuni ale cadavrului, împachetate și aruncate în zone diferite. Astfel, capul este găsit în vecinătatea Spitalului Colțea. Conform examenului medico-legal, victima fusese ucisă prin asfixiere. Tânăra fusese violată și deposedată de bijuterii.
Deoarece cazul avusese loc la scurt timp după seria de asasinate ale lui Ion Rîmaru și putea provoca panică, Ceaușescu dă ordin ca făptașul să fie prins cât mai curând, pentru a nu comite și alte crime. Mai mulți ofițeri, subofițeri și alte persoane cu funcții înalte din Miliție și Procuratură se implică în desfășurarea anchetei, însă cu un exces de zel deosebit, care conduce la erori judiciare.
Pe 15 iulie este reținut Gheorghe Samoilescu, taximetrist născut în 1951, care recunoaște că întâlnise victima în tramvai, îi propusese o aventură și că o deposedase de un lănțișor de aur. Acesta devine principalul suspect al crimei și este arestat preventiv pentru 30 de zile.
Supus unei anchete dure, însoțită de torturi și amenințări, Samoilescu este nevoit să recunoască tot ce i se ceruse. Este condamnat la 25 de ani de detenție, din care a efectuat doar trei ani și opt luni, deoarece abia în 1981 este descoperit adevăratul vinovat.
Acesta era Cozmici Romca, un pictor mediocru, care între timp a mai comis o crimă similară. Cozmici, în vârstă de 25 de ani, era muncitor necalificat la Întreprinderea „Marmura”. A recunoscut că a ucis  fata pentru care fusese condamnat Samoilescu. Probele erau incontestabile: ceasul primei victimei era la mâna soției lui Cozmici, iar sub capacul acestui ceas, anchetatorii au găsit fotografia prietenului fetei. Amprenta prelevată de pe ambalajul unuia din coletele cu fragmente de cadavru a fost identificată ca fiind a lui Cozmici. Acesta a mai mărturisit  că tatăl lui, care suferea de semi-paralizie, se afla într-o cameră alăturată, atunci când a ucis-o pe Anca. Tatăl lui Romca Cozmici era colonelul de securitate Eftimie Cozmici, fost coleg de detenție cu Gheorghe Gheorghiu Dej și cu Nicolae Ceaușescu în închisoarea de la Târgu Jiu. Romca Cozmici a fost condamnat la pedeapsa capitală și executat prin împușcare.
Samoilescu este eliberat, dar cu sănătatea distrusă și cu ambii părinți decedați din cauza grelelor încercări prin care trecuseră. Samoilescu a decedat în 2005, de cancer pulmonar. În februarie 2014, Laura Margareta Tarchetta, fiica lui Gheorghe Samoilescu, a obținut o compensație de 500.000 euro prin hotărârea Tribunalului București. Decizia a fost atacată cu recurs. În 2015, Curtea de Apel București a decis ca statul român trebuie să plătească 10.000 de euro.

## Ecranizare
Acest caz a fost ecranizat în filmul românesc Examen (2003).